# Nati nel 1959/Gennaio
| Questa pagina contiene informazioni ricavate automaticamente dalle voci biografiche con l'ausilio del template Bio e di un bot. L'aggiornamento è periodico e automatico e ricostruisce completamente la pagina. Se manca una persona in questa lista, sei pregato di non aggiungerla, ma accertati piuttosto che la sua voce biografica contenga il template Bio e che i dati anagrafici siano correttamente compilati. Se il template Bio manca, inseriscilo tu stesso o, in alternativa, metti l'avviso {{tmp\|Bio}} che ne segnala la mancanza. Se i dati riportati sono sbagliati, correggi direttamente la voce biografica; le modifiche saranno visibili in questa lista entro pochi giorni. Per chiarimenti vedi il progetto biografie. La lista contiene solo le 299 persone che sono citate nell'enciclopedia e per le quali è stato implementato correttamente il template Bio. Pagina aggiornata al 18 ago 2025. |

- 1º gennaio - Michael Didi Adgum Mangoria, arcivescovo cattolico sudanese
- 1º gennaio - Andy Andrews, ex tennista statunitense
- 1º gennaio - Azali Assoumani, politico comoriano
- 1º gennaio - Arjan Bimo, ex calciatore albanese
- 1º gennaio - Nigel Cole, regista britannico
- 1º gennaio - Richard Croft, tenore statunitense
- 1º gennaio - Panagiōtīs Giannakīs, allenatore di pallacanestro e ex cestista greco
- 1º gennaio - Steven Knight, sceneggiatore e regista britannico
- 1º gennaio - Ronnie Lester, ex cestista e dirigente sportivo statunitense
- 1º gennaio - Hubertus Leteng, vescovo cattolico indonesiano († 2022)
- 1º gennaio - Abdul Ahad Momand, cosmonauta afghano
- 1º gennaio - Giovanni Motisi, mafioso italiano
- 1º gennaio - Duncan Niederauer, dirigente d'azienda e dirigente sportivo statunitense
- 1º gennaio - Lennart Nilsson, ex calciatore svedese
- 1º gennaio - Michel Onfray, filosofo e saggista francese
- 1º gennaio - Michele Pisacane, politico italiano
- 1º gennaio - Jeff Pope, sceneggiatore, produttore televisivo e produttore cinematografico britannico
- 1º gennaio - Narek Sargsyan, architetto armeno
- 1º gennaio - Sergej Tašuev, allenatore di calcio russo
- 1º gennaio - Sepp Wildgruber, ex sciatore alpino tedesco
- 2 gennaio - Rosa Belviso, ex calciatrice italiana
- 2 gennaio - Dirk Bikkembergs, stilista belga
- 2 gennaio - Mirosław Boryca, ex cestista polacco
- 2 gennaio - Nicola Cosentino, imprenditore, ex politico e mafioso italiano
- 2 gennaio - Raúl Dubois, ex cestista cubano
- 2 gennaio - Rocío Jiménez, ex cestista spagnola
- 2 gennaio - Josafá Menezes da Silva, arcivescovo cattolico brasiliano
- 2 gennaio - Ines Müller, ex pesista tedesca
- 2 gennaio - Darrin Nelson, ex giocatore di football americano statunitense
- 2 gennaio - Uliana Pernazza, medaglista italiana
- 2 gennaio - Luis Fernando Ramos Pérez, arcivescovo cattolico cileno
- 2 gennaio - Bernard Thibault, sindacalista francese
- 2 gennaio - Steve White, allenatore di calcio e ex calciatore inglese
- 3 gennaio - Alessandro Andrei, ex pesista italiano
- 3 gennaio - Wayne Carroll, ex cestista australiano
- 3 gennaio - Moreno Guizzo, disc jockey italiano († 2017)
- 3 gennaio - Óscar Herrera, calciatore cileno († 2015)
- 3 gennaio - Fëdor Nikolaevič Jurčichin, cosmonauta russo
- 3 gennaio - Vincent Riotta, attore britannico
- 3 gennaio - Stefano Tosi, cantautore italiano
- 4 gennaio - Ali Ahmeti, politico e militare macedone
- 4 gennaio - Fernando Aramburu, scrittore e poeta spagnolo
- 4 gennaio - Stefano Gabrini, regista, attore e sceneggiatore italiano
- 4 gennaio - Agnès Merlet, regista e sceneggiatrice francese
- 4 gennaio - Giancarlo Morelli, ex rugbista a 15 italiano
- 4 gennaio - Park Hang-seo, allenatore di calcio e ex calciatore sudcoreano
- 4 gennaio - Frane Poparić, ex calciatore croato
- 4 gennaio - Ximo Puig, politico spagnolo
- 4 gennaio - Vanity, cantante, attrice e modella canadese († 2016)
- 5 gennaio - Clancy Brown, attore e doppiatore statunitense
- 5 gennaio - Kate Duchêne, attrice britannica
- 5 gennaio - Guido Galperti, politico italiano
- 5 gennaio - Kyōichi Katayama, scrittore giapponese
- 5 gennaio - Ahmed Marei, ex cestista e allenatore di pallacanestro egiziano
- 5 gennaio - Heidi Specogna, regista svizzera
- 5 gennaio - Andrea Tagliasacchi, politico italiano
- 5 gennaio - Vincenzo Tavarilli, allenatore di calcio e ex calciatore italiano
- 5 gennaio - Giorgio Tonini, giornalista e politico italiano
- 6 gennaio - Claudio Cesetti, scacchista e giornalista italiano
- 6 gennaio - Giancarlo Dametto, ex pallavolista italiano
- 6 gennaio - Eric Lane, ex giocatore di football americano statunitense
- 6 gennaio - Giovanni Legnini, politico e avvocato italiano
- 6 gennaio - José Luis Llorente, ex cestista spagnolo
- 6 gennaio - Fulvio Lorigiola, ex rugbista a 15 e dirigente sportivo italiano
- 6 gennaio - Alberto Melloni, storico delle religioni italiano
- 6 gennaio - Shūzō Nakamura, dirigente sportivo, allenatore di calcio e ex calciatore giapponese
- 6 gennaio - Fuyumi Sōryō, fumettista giapponese
- 6 gennaio - Davy Spillane, musicista irlandese
- 7 gennaio - Friedrich Ani, scrittore tedesco
- 7 gennaio - Sabrina Bulleri, atleta paralimpica italiana († 2000)
- 7 gennaio - Nicholas G. Carr, scrittore statunitense
- 7 gennaio - Giuseppe Governale, generale italiano
- 7 gennaio - Enzo Costantini, imprenditore italiano
- 7 gennaio - Kevin Summerfield, ex calciatore inglese
- 7 gennaio - Sadahiro Takahashi, ex calciatore giapponese
- 7 gennaio - Marcel Utembi Tapa, arcivescovo cattolico della Repubblica Democratica del Congo
- 8 gennaio - Gary Abraham, ex nuotatore britannico
- 8 gennaio - Alfred Groyer, ex saltatore con gli sci austriaco
- 8 gennaio - Mark Herrmann, ex giocatore di football americano statunitense
- 8 gennaio - Natalio Mangalavite, pianista, arrangiatore e compositore argentino
- 8 gennaio - Kevin McKenna, ex cestista e allenatore di pallacanestro statunitense
- 8 gennaio - Josef Reiter, ex judoka austriaco
- 8 gennaio - Ulf Schirmer, direttore d'orchestra e produttore teatrale tedesco
- 8 gennaio - Vittorio Setti, ex ciclista su strada italiano
- 8 gennaio - Michel-Marie Zanotti-Sorkine, presbitero, scrittore e cantautore francese
- 9 gennaio - Mark Martin, pilota automobilistico statunitense
- 9 gennaio - Ridvan Dibra, scrittore albanese
- 9 gennaio - Antony Guss, ex sciatore alpino australiano
- 9 gennaio - Eugène Hanssen, ex calciatore olandese
- 9 gennaio - Tommy Holmgren, ex calciatore svedese
- 9 gennaio - Rigoberta Menchú, attivista guatemalteca
- 9 gennaio - Claudio Patrignani, ex mezzofondista italiano
- 9 gennaio - Dan Simoneau, ex fondista statunitense
- 10 gennaio - Adílson Luís Anastácio, ex calciatore brasiliano
- 10 gennaio - Daniele Caroli, ex ciclista su strada e ciclocrossista italiano
- 10 gennaio - Chandra Cheeseborough, ex velocista statunitense
- 10 gennaio - Jean-Marc Ferratge, ex calciatore francese
- 10 gennaio - Curt Kirkwood, cantante statunitense
- 10 gennaio - Marcello Masi, giornalista e autore televisivo italiano
- 10 gennaio - Mark Morrisroe, fotografo e performance artist statunitense († 1989)
- 10 gennaio - Henryk Petrich, ex pugile polacco
- 10 gennaio - Umberto Prato, ex bobbista italiano
- 10 gennaio - Maurizio Sarri, allenatore di calcio italiano
- 10 gennaio - Chris Van Hollen, politico e avvocato statunitense
- 10 gennaio - Fran Walsh, sceneggiatrice, produttrice cinematografica e paroliera neozelandese
- 11 gennaio - Majed Abdullah, ex calciatore saudita
- 11 gennaio - Roberto Andò, regista, sceneggiatore e scrittore italiano
- 11 gennaio - Luciano Fontana, giornalista italiano
- 11 gennaio - Bob Harras, fumettista e curatore editoriale statunitense
- 11 gennaio - Umberto La Rocca, giornalista italiano
- 11 gennaio - Marco Masi, allenatore di calcio e ex calciatore italiano
- 11 gennaio - Enrique Serna, scrittore e saggista messicano
- 11 gennaio - Pierangelo Valtinoni, musicista e compositore italiano
- 11 gennaio - Ray Vella, ex calciatore maltese
- 12 gennaio - Francisco Alpízar, ex giocatore di calcio a 5 costaricano
- 12 gennaio - Blixa Bargeld, chitarrista e cantante tedesco
- 12 gennaio - Thomas Dennstedt, ex calciatore tedesco orientale
- 12 gennaio - Debra Feuer, attrice statunitense
- 12 gennaio - Svein Fjælberg, ex calciatore norvegese
- 12 gennaio - Per Gessle, cantautore e chitarrista svedese
- 12 gennaio - Vladimir Jaščenko, altista sovietico († 1999)
- 12 gennaio - Laure Killing, attrice francese († 2019)
- 12 gennaio - Ralf Moeller, attore e ex culturista tedesco
- 12 gennaio - Michele Rocchegiani, poliziotto, dirigente pubblico e prefetto italiano
- 12 gennaio - Mike van Diem, regista e sceneggiatore olandese
- 12 gennaio - Veranika Čarkasava, giornalista bielorussa († 2004)
- 13 gennaio - Patrick Apel-Muller, giornalista francese
- 13 gennaio - Winnie Byanyima, ingegnere, politico e diplomatico ugandese
- 13 gennaio - Tim Flavin, attore e cantante statunitense
- 13 gennaio - James LoMenzo, bassista statunitense
- 13 gennaio - LaVon Mercer, ex cestista statunitense
- 13 gennaio - Gilmar Rinaldi, ex calciatore e procuratore sportivo brasiliano
- 13 gennaio - Alan Taylor, regista statunitense
- 14 gennaio - Ioan Apostol, ex slittinista rumeno
- 14 gennaio - Georgi Dimitrov Georgiev, calciatore bulgaro († 2021)
- 14 gennaio - Lars Høgh, calciatore, dirigente sportivo e allenatore di calcio danese († 2021)
- 14 gennaio - Teresa Iaccarino, giornalista, conduttrice televisiva e annunciatrice televisiva italiana († 2020)
- 14 gennaio - Beat Kammerlander, arrampicatore e fotografo austriaco
- 14 gennaio - Gino Lawless, ex calciatore irlandese
- 14 gennaio - Lu Jianren, ex calciatore cinese
- 14 gennaio - Jun Matsumoto, attrice giapponese
- 14 gennaio - Chas Smash, polistrumentista britannico
- 14 gennaio - Geoff Tate, cantante statunitense
- 15 gennaio - Kenny Easley, ex giocatore di football americano statunitense
- 15 gennaio - Rangel Gerovski, lottatore bulgaro († 2004)
- 15 gennaio - Marcelo Vido, ex cestista brasiliano
- 15 gennaio - Mozah bint Nasser al-Missned, qatariota
- 15 gennaio - Frank Pfütze, nuotatore tedesco orientale († 1991)
- 15 gennaio - Giorgio Simeoni, politico italiano
- 15 gennaio - Michail Tiško, ex schermidore sovietico
- 15 gennaio - Pete Trewavas, bassista britannico
- 16 gennaio - Daniela Airoldi, attrice, cabarettista e cantante italiana
- 16 gennaio - Ramón Calderé, allenatore di calcio e ex calciatore spagnolo
- 16 gennaio - Carl Capotorto, attore e scrittore statunitense
- 16 gennaio - Valeria Ciavatta, politica sammarinese
- 16 gennaio - Maria Grazia Fontana, cantante, personaggio televisivo e pianista italiana
- 16 gennaio - Jean-Marie Grezet, ex ciclista su strada svizzero
- 16 gennaio - Amama Mbabazi, politico ugandese
- 16 gennaio - Sade Adu, cantante, compositrice e produttrice discografica britannica
- 16 gennaio - Jill Sobule, cantautrice statunitense († 2025)
- 17 gennaio - Stefano Bechini, ex cestista italiano
- 17 gennaio - Gena Gas, attrice e cantante italiana
- 17 gennaio - Giannakīs Giagkoudakīs, ex calciatore cipriota
- 17 gennaio - Lutz Heßlich, ex pistard tedesco
- 17 gennaio - Susanna Hoffs, cantante, chitarrista e compositrice statunitense
- 17 gennaio - Müfit Kayacan, attore e regista teatrale turco
- 17 gennaio - Lee Moon-sae, cantante e conduttore radiofonico sudcoreano
- 17 gennaio - Fabio Luisi, direttore d'orchestra italiano
- 17 gennaio - Adele Neuhauser, attrice austriaca
- 17 gennaio - Jaime Rodríguez, ex calciatore salvadoregno
- 17 gennaio - Brad Smith, avvocato e dirigente d'azienda statunitense
- 17 gennaio - Alberto Valmaggia, politico italiano
- 17 gennaio - Momoe Yamaguchi, cantante, attrice e modella giapponese
- 18 gennaio - Acharya Dev Vrat, politico indiano
- 18 gennaio - Stéphane Ganeff, schermidore belga
- 18 gennaio - Bruno Gattai, avvocato, ex sciatore alpino e telecronista sportivo italiano
- 18 gennaio - Brigitte Glur, ex sciatrice alpina svizzera
- 18 gennaio - Dagmar Lurz, ex pattinatrice artistica su ghiaccio tedesca
- 18 gennaio - Park Young-soo, ex calciatore sudcoreano
- 18 gennaio - Rosario Picone, allenatore di calcio e ex calciatore italiano
- 18 gennaio - Antonio Socci, giornalista, saggista e conduttore televisivo italiano
- 19 gennaio - Baba Mondi, religioso albanese
- 19 gennaio - Stuart Charles-Fevrier, allenatore di calcio santaluciano
- 19 gennaio - Mauro Maugeri, allenatore di pallanuoto e pallanuotista italiano († 2017)
- 19 gennaio - Raul Montanari, scrittore e traduttore italiano
- 19 gennaio - Jeff Pilson, bassista e produttore discografico statunitense
- 19 gennaio - Hansjörg Sumi, ex saltatore con gli sci svizzero
- 19 gennaio - Lester Williams, giocatore di football americano statunitense († 2017)
- 20 gennaio - Acácio Cordeiro Barreto, allenatore di calcio e ex calciatore brasiliano
- 20 gennaio - Rusty Anderson, chitarrista statunitense
- 20 gennaio - Lea Antonoplis, ex tennista statunitense
- 20 gennaio - Sebastião Carlos da Silva, ex calciatore brasiliano
- 20 gennaio - Giacomo Ferri, allenatore di calcio e ex calciatore italiano
- 20 gennaio - Jurij Kaširin, ex ciclista su strada russo
- 20 gennaio - Frank Mantek, ex sollevatore tedesco orientale
- 20 gennaio - Patrizio Oliva, ex pugile italiano
- 20 gennaio - R. A. Salvatore, scrittore statunitense
- 20 gennaio - Aurel Țicleanu, allenatore di calcio e ex calciatore rumeno
- 21 gennaio - Sergej Alifirenko, tiratore a segno russo
- 21 gennaio - Antonio D'Amico, stilista, imprenditore e designer italiano († 2022)
- 21 gennaio - Duane Denison, chitarrista statunitense
- 21 gennaio - Davis Gaines, attore e cantante statunitense
- 21 gennaio - Alex McLeish, allenatore di calcio e ex calciatore scozzese
- 21 gennaio - José Manuel Mejías, ex calciatore spagnolo
- 21 gennaio - Oskar Roehler, regista, sceneggiatore e giornalista tedesco
- 22 gennaio - Dejan Ajdačić, slavista e filologo serbo
- 22 gennaio - Emilia Alixandru, ex cestista rumena
- 22 gennaio - Francesco Anchisi, ex cestista italiano
- 22 gennaio - Linda Blair, attrice statunitense
- 22 gennaio - Gaudenzio Colla, ex calciatore italiano
- 22 gennaio - John Drake, rugbista a 15 e giornalista neozelandese († 2008)
- 22 gennaio - Maurizio Lasi, ex cestista e allenatore di pallacanestro italiano
- 22 gennaio - Rob McDonald, allenatore di calcio e ex calciatore inglese
- 22 gennaio - Urs Meier, ex arbitro di calcio svizzero
- 22 gennaio - Hiroshi Muramatsu, allenatore di calcio e ex calciatore giapponese
- 22 gennaio - Tyrone Power Jr., attore statunitense
- 22 gennaio - Thierry Scherrer, vescovo cattolico francese
- 22 gennaio - Timoleón Jiménez, rivoluzionario colombiano
- 22 gennaio - Daniel Wallace, scrittore statunitense
- 23 gennaio - Amauri Ribeiro, allenatore di pallavolo e ex pallavolista brasiliano
- 23 gennaio - Didier Bourdon, attore francese
- 23 gennaio - Achim Buckenmaier, teologo tedesco
- 23 gennaio - Ron Charles, cestista statunitense († 2024)
- 23 gennaio - Robert Funaro, attore statunitense
- 23 gennaio - Sergej Kopljakov, ex nuotatore sovietico
- 23 gennaio - Sandra Pisani, hockeista su prato australiana († 2022)
- 24 gennaio - Mel Dalgleish, allenatore di pallacanestro e ex cestista australiano
- 24 gennaio - Stefano Di Lucia, ex calciatore italiano
- 24 gennaio - Guy Janiszewski, ex ciclista su strada belga
- 24 gennaio - Raffaele Mautone, politico italiano
- 24 gennaio - Michel Preud'homme, allenatore di calcio e ex calciatore belga
- 24 gennaio - Emanuela Rossi, attrice, doppiatrice e direttrice del doppiaggio italiana
- 24 gennaio - Jurijs Ševļakovs, allenatore di calcio e ex calciatore lettone
- 24 gennaio - Diego Testa, pilota motonautico italiano
- 25 gennaio - Mark Duper, ex giocatore di football americano statunitense
- 25 gennaio - Paolo Ferro, ex calciatore italiano
- 25 gennaio - Luc Govaerts, ex ciclista su strada e pistard belga
- 25 gennaio - Kim Yon-ja, cantante sudcoreana
- 25 gennaio - Viktor Losev, allenatore di calcio e ex calciatore sovietico
- 25 gennaio - Frank Naylor, ex giocatore di football americano statunitense
- 25 gennaio - Toni Servillo, attore e regista teatrale italiano
- 25 gennaio - Francesco Storace, politico e giornalista italiano
- 25 gennaio - Jean-Léonard Touadi, politico, saggista e conduttore radiofonico italiano
- 26 gennaio - Nuri Bilge Ceylan, regista, sceneggiatore e produttore cinematografico turco
- 26 gennaio - Mircea Fulger, ex pugile rumeno
- 26 gennaio - Bob Lazar, imprenditore statunitense
- 26 gennaio - Gary Lux, cantante austriaco
- 26 gennaio - Wanda Panfil, ex maratoneta e mezzofondista polacca
- 26 gennaio - Salvador Sánchez, pugile messicano († 1982)
- 26 gennaio - Erwin Vandenbergh, ex calciatore belga
- 27 gennaio - Cris Collinsworth, ex giocatore di football americano statunitense
- 27 gennaio - Göran Hägglund, politico svedese
- 27 gennaio - Christine Loike, ex sciatrice alpina austriaca
- 27 gennaio - Elizabeth Norberg-Schulz, soprano norvegese
- 27 gennaio - Keith Olbermann, giornalista e scrittore statunitense
- 27 gennaio - Elvira Seminara, scrittrice italiana
- 27 gennaio - Glenn Taranto, attore e sceneggiatore statunitense
- 27 gennaio - Miroslav Šimek, ex canoista ceco
- 28 gennaio - Ana María Sánchez de Ríos, politica e avvocata peruviana
- 28 gennaio - Eugen Bejinariu, politico rumeno
- 28 gennaio - Frank Darabont, regista, sceneggiatore e produttore cinematografico ungherese
- 28 gennaio - José Gómez, ex pugile cubano
- 28 gennaio - Renaat Landuyt, avvocato e politico belga
- 28 gennaio - Mladen Pralija, allenatore di calcio e ex calciatore croato
- 28 gennaio - Roberto Russo, allenatore di calcio e ex calciatore italiano
- 28 gennaio - Dave Sharp, chitarrista e cantautore inglese
- 28 gennaio - Leif Shiras, ex tennista statunitense
- 29 gennaio - Chip Cravaack, politico e militare statunitense
- 29 gennaio - Serhiy Fesenko, ex nuotatore sovietico
- 29 gennaio - Sergio Roic, giornalista, scrittore e politico svizzero
- 29 gennaio - Luciano Venturini, ex calciatore italiano
- 30 gennaio - Steve Augeri, cantante statunitense
- 30 gennaio - Cosimo Bolognino, ex arbitro di calcio italiano
- 30 gennaio - Graziano Diana, regista e sceneggiatore italiano
- 30 gennaio - Mark Eitzel, cantautore statunitense
- 30 gennaio - Lutz Hoffmann, ginnasta tedesco orientale († 1997)
- 30 gennaio - Alex Hyde-White, attore statunitense
- 30 gennaio - Marco Lucchetti, scrittore italiano
- 30 gennaio - Alessandro Paganessi, ex ciclista su strada e mountain biker italiano
- 30 gennaio - Giuseppe Ploner, fondista italiano
- 30 gennaio - Carlotta Sorba, storica italiana
- 30 gennaio - Davide Tardozzi, dirigente sportivo e ex pilota motociclistico italiano
- 30 gennaio - Sakīs Tsiōlīs, allenatore di calcio e ex calciatore greco
- 30 gennaio - Jody Watley, cantautrice e produttrice discografica statunitense
- 31 gennaio - Pierre Aïm, direttore della fotografia francese
- 31 gennaio - Sergej Baburin, politico e giurista russo
- 31 gennaio - Gu Guangming, allenatore di calcio e ex calciatore cinese
- 31 gennaio - Arto Härkönen, ex giavellottista finlandese
- 31 gennaio - Anthony LaPaglia, attore australiano
- 31 gennaio - Fernando Lamikiz, avvocato e economista spagnolo
- 31 gennaio - Laura Lippman, scrittrice statunitense
- 31 gennaio - Kelly Lynch, attrice e modella statunitense
- 31 gennaio - Norbert Lüdecke, teologo tedesco
- 31 gennaio - Matt Mahurin, illustratore, fotografo e regista statunitense
- 31 gennaio - Juan Carlos Naya, attore spagnolo
- 31 gennaio - Sandro Overend Rigillo, vescovo cattolico maltese
- 31 gennaio - Francisco Pineda, ex calciatore spagnolo
- 31 gennaio - Petăr Popangelov, ex sciatore alpino bulgaro
- 31 gennaio - Mickey Simmonds, tastierista britannico